# Новиченко, Яков Тихонович
Яков Тихонович Новиченко (28 апреля 1914, Травны́, Томская губерния — 8 декабря 1994, Травное, Новосибирская область) — младший лейтенант, Герой Труда (КНДР).

## Биография
Родился в семье украинских переселенцев, отец погиб в Первую мировую войну. В 7 лет стал круглым сиротой, жил у дяди, работал пастухом, батраком, работал на строительстве железной дороги, затем — в колхозе. В 1932 году женился на местной колхознице Марии. В 1938 году призван в Красную армию, служил на Дальнем Востоке. Участвовал в советско-японской войне. В Пхеньян прибыл с группой советских войск, сражавшихся в Корее. В 1946 году на митинге в Пхеньяне в честь 27-й годовщины Движения 1 марта спас Ким Ир Сена от взрыва гранаты, брошенной из толпы, схватив её рукой и накрыв своим телом. Жизнь Новиченко спасла, закрыла область сердца, толстая книга («Брусиловский прорыв») под шинелью. В результате ранения потерял кисть правой руки, левый глаз, получил множественные осколочные ранения.

В поездке по Корее

Демобилизовавшись в 1947 году, Яков Новиченко вернулся домой, в село Травное Новосибирской области, окончил заочно Новосибирский аграрный институт. В 1984 году во время визита в Советский Союз лидер КНДР Ким Ир Сен разыскал Якова, после чего Новиченко со всей семьёй каждый год выезжал отдыхать в Северную Корею. 28 июля 1984 года ему присвоили звание Героя Труда КНДР. На офицера запаса обратили внимание и советские чиновники, предоставив квартиру в Новосибирске.
Яков Новиченко скончался в 1994 году, через пять месяцев после смерти Ким Ир Сена.
Во время визита Ким Чен Ира в Россию в 2001 году к родственникам офицера вышел личный представитель Кима и вручил им чемодан с подарками. В сентябре 2008 года по приглашению Ким Чен Ира дочери и внуки Новиченко посетили празднование 60-летия КНДР.
Похоронен на кладбище села Травное.

## Награды
- Орден Красного Знамени
- Орден Отечественной войны II степени
- медали[8]
  - За боевые заслуги
  - За победу над Японией
- Орден Государственного флага I степени и золотая медаль «Серп и Молот» (единственный из советских граждан Герой труда Кореи).

## Память

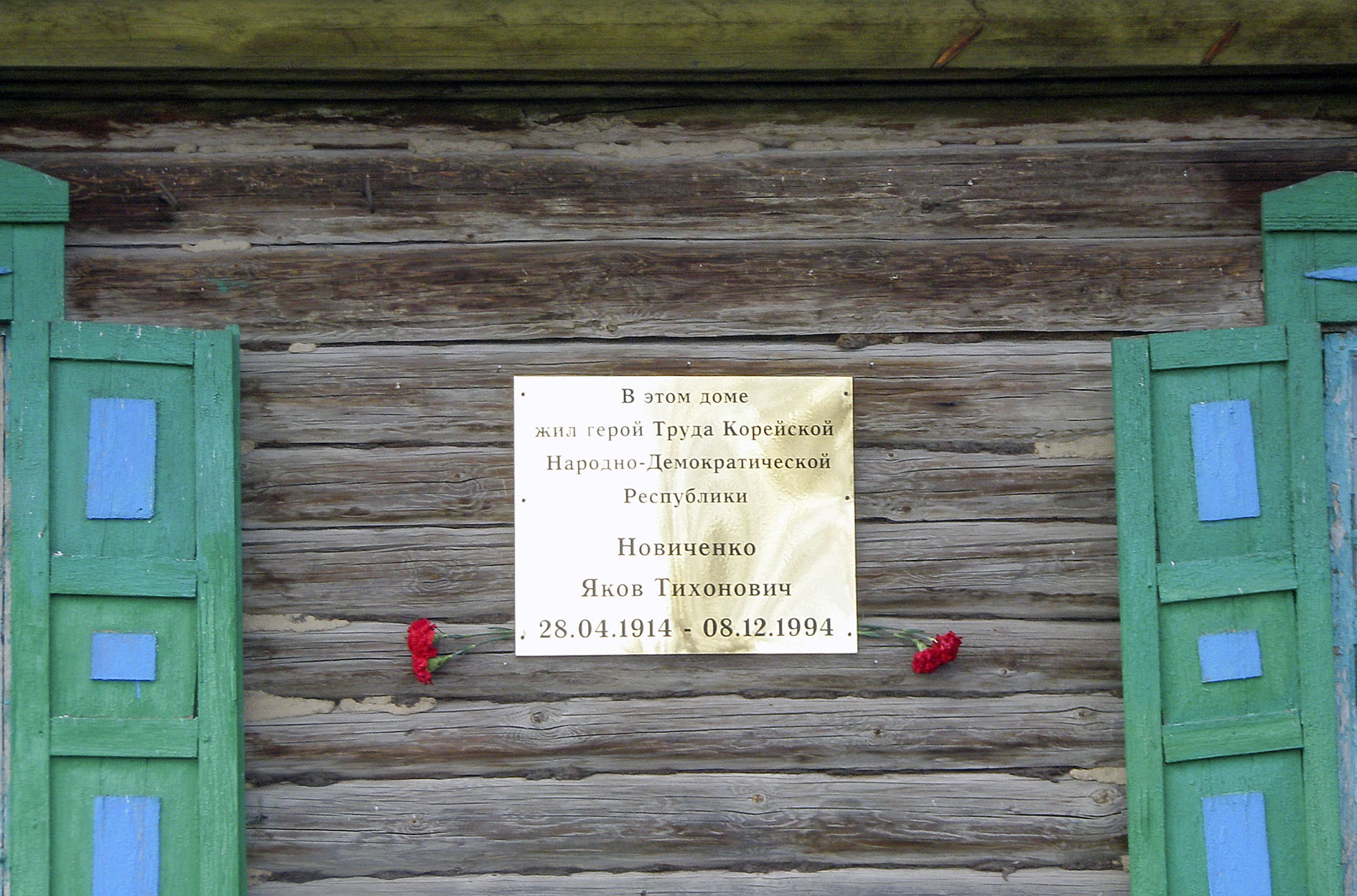
Мемориальная доска на доме Я. Т. Новиченко.

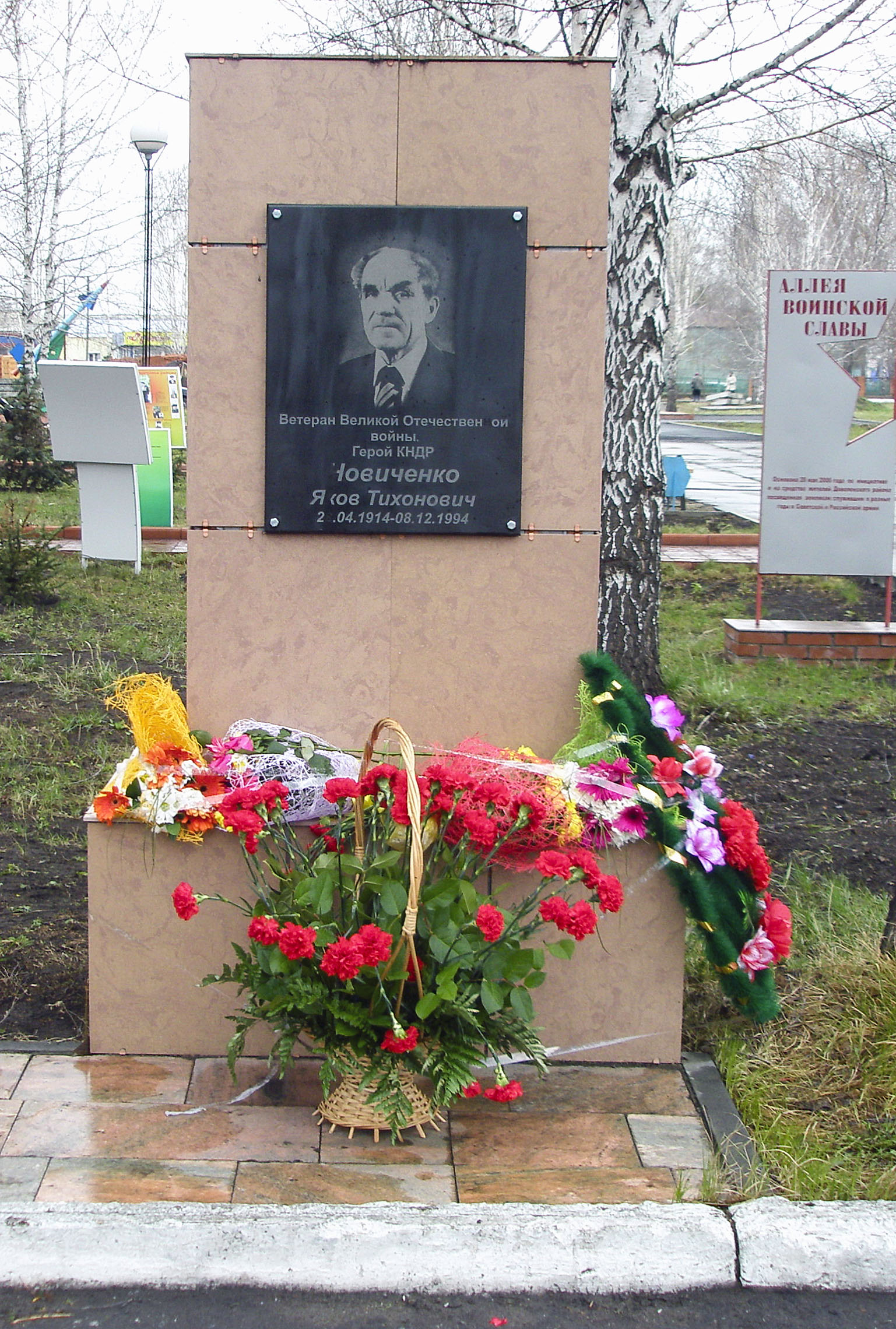
Памятная стела в селе Довольное.

- Был снят художественный фильм «Секунда на подвиг» (1986), Эльдор Уразбаев, Ом Гил Сен, СССР / КНДР, Киностудия им. М. Горького, Корейская гос. к-ст.[9] (в роли Новиченко — Андрей Мартынов)
- В Парке Победы Довольного стоит памятная стела
- На митинге с участием посла КНДР в России Ким Ён Джэ в канун столетнего юбилея ветерана на его доме установлена мемориальная доска.
- Средняя школа села Травное носит имя Якова Тихоновича Новиченко. В школьном музее находится экспозиция, посвящённая его подвигу.
- Памятник в Корее.[2][4]